# Ragadia crisildina
Ragadia crisildina är en fjärilsart som beskrevs av Chun 1929. Ragadia crisildina ingår i släktet Ragadia och familjen praktfjärilar. Inga underarter finns listade.